# Harry Wayne Casey

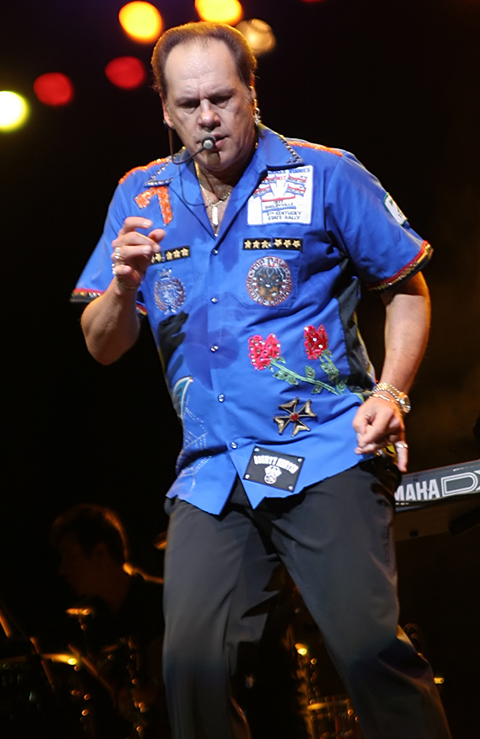
Harry Wayne Casey (2006)

Harry Wayne "K.C." Casey (31 januari 1951) is een Amerikaanse muzikant, zanger, liedjesschrijver en producer. Hij is vooral bekend geworden doordat hij samen met Richard Finch de groep KC and The Sunshine Band heeft opgericht. Hij is producer van vele nummers voor andere bands en artiesten, waaronder Scooter, Pixie Lott en George McCrae.

## Muzikale carrière
Casey richtte KC and The Sunshine Band op in 1973 samen met Richard Finch, die geluidstechnicus was bij het platenlabel TK. Later werden gitarist Jerome Smith (1973-2000) en drummer Robert Johnson bij de band gevoegd. Beiden waren tewerkgesteld bij het label als sessiemuzikanten.
De opkomst van de new wave en synthpop begin jaren tachtig zette Casey ertoe aan op te houden met The Sunshine Band en zich te richten op pop-georiënteerde soloalbums. Hieruit vloeide onder andere de hit Give It Up voort. Deze stond op 1 in het Verenigd Koninkrijk en werd een top 20-hit in de VS. Midden jaren negentig stelde hij The Sunshine Band opnieuw samen met de oorspronkelijke drummer en nieuwe leden naar aanleiding van de heropleving van de discomuziek.

## Ongeval
Begin 1982 raakte Casey betrokken bij een zwaar auto-ongeval, waardoor hij zes maanden te kampen had met gedeeltelijke verlammingsverschijnselen. Hij moest opnieuw leren lopen, dansen, en pianospelen, maar omstreeks het einde van het jaar was hij voldoende gerevalideerd om zijn werk in de studio te kunnen hervatten.
- Bibliothèque nationale de France: cb14754597h (data)
- Gemeinsame Normdatei: 134344634
- International Standard Name Identifier: 0000 0003 6861 8010
- Library of Congress Control Number: n92103925
- MusicBrainz: 43c1447a-6292-44e3-b66a-eb0337768170
- Nationale Bibliotheek van Tsjechië: xx0077747
- Système universitaire de documentation: 157158047
- Virtual International Authority File: 55814364
- WorldCat: E39PBJp9tyrvyfxPTWRGrCvbVC